# 北方文藝復興

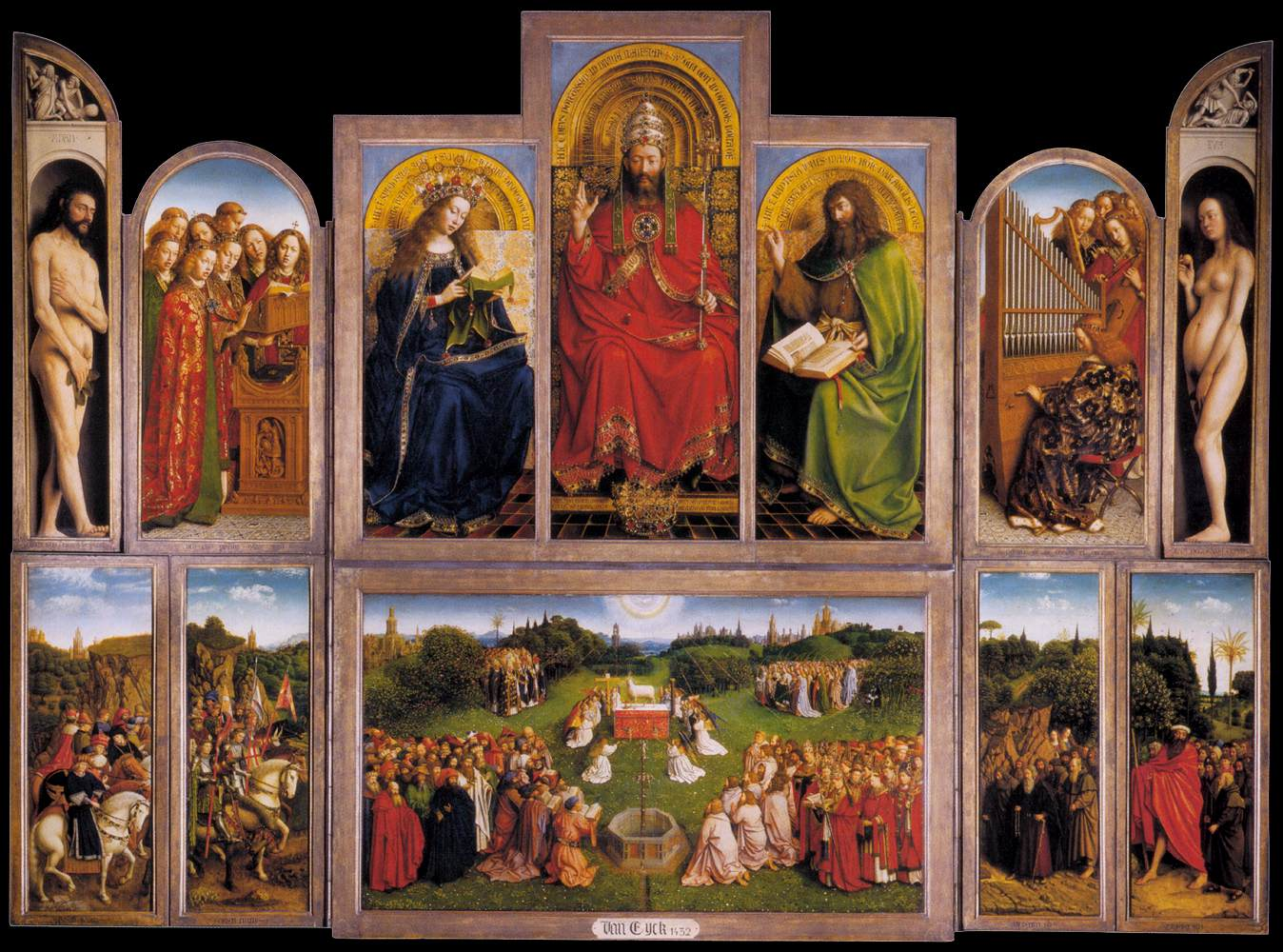
繪製於比利時根特圣巴夫大教堂的根特祭壇畫是典型的北方文藝復興畫作，這幅作品由休伯特和揚·范·艾克在1432年繪成。

北方文藝復興是發生在阿爾卑斯山北部歐洲的文藝復興。在1497年之前，意大利文藝復興的人文主義在意大利以外的地區沒有什麼影響力，之後才傳播到歐洲其他地區。北方文藝復興包括德國文藝復興、法國文藝復興、英格蘭文藝復興、低地國家文藝復興和波蘭文藝復興等等更加地方化的分支。
在法國，弗朗索瓦一世在國內引入了意大利藝術，包括達芬奇在內的一些威尼斯藝術家曾為其繪製作品。同時，弗朗索瓦一世又開始大興土木建造宮殿，因此開啟了法國文藝復興的序幕。法國旁邊的低地國家則是因為布魯日、安特衛普等城市和意大利貿易往來增多而受到了其影響，但並不是很大，尤其是當地建築還都保留著相當的本地元素。
大學和印刷術推動了北方文藝復興的發展進程，意大利的影響通過法國和低地國家傳播到神聖羅馬帝國、斯堪的納維亞，最終在16世紀也傳播到了不列顛。這些國家的作家、學者如拉伯雷、比埃爾·德龍沙和伊拉斯謨等都受到了意大利文藝復興的啟發，因此也是北方文藝復興中的重要人物。英格蘭文藝復興時，英格蘭處於伊麗莎白時代，大作家威廉·莎士比亞和克里斯托佛·馬洛等應運而生。而在波蘭則多是由佛羅倫薩藝術家直接將文藝復興精神引入。
與文藝復興時代由各個獨立城邦組成的意大利不同，北方國家在這時都在進行中央集權化。而宗教改革也是在這一時期同時發生的，北方的新教和羅馬教廷發生了巨大的衝突。

## 擴展閱讀
- Chipps Smith, Jeffrey. . Phaidon Press. 2004. ISBN 978-0-7148-3867-0.
- Campbell, Gordon (编). . Oxford University Press. 2009. ISBN 978-0-19-533466-1.